# Löscharm
Ein Löscharm, auch HRET (High Reach Extendable Turret) bezeichnet, ist ein Lösch-Teleskop-Gelenk-Arm, der auf dem Dach von Industrie- und Flugfeldlöschfahrzeugen montiert ist.

## Funktionsweise
Die Funktionsweise am Beispiel des Ziegler Z8 der Flughafenfeuerwehr München:

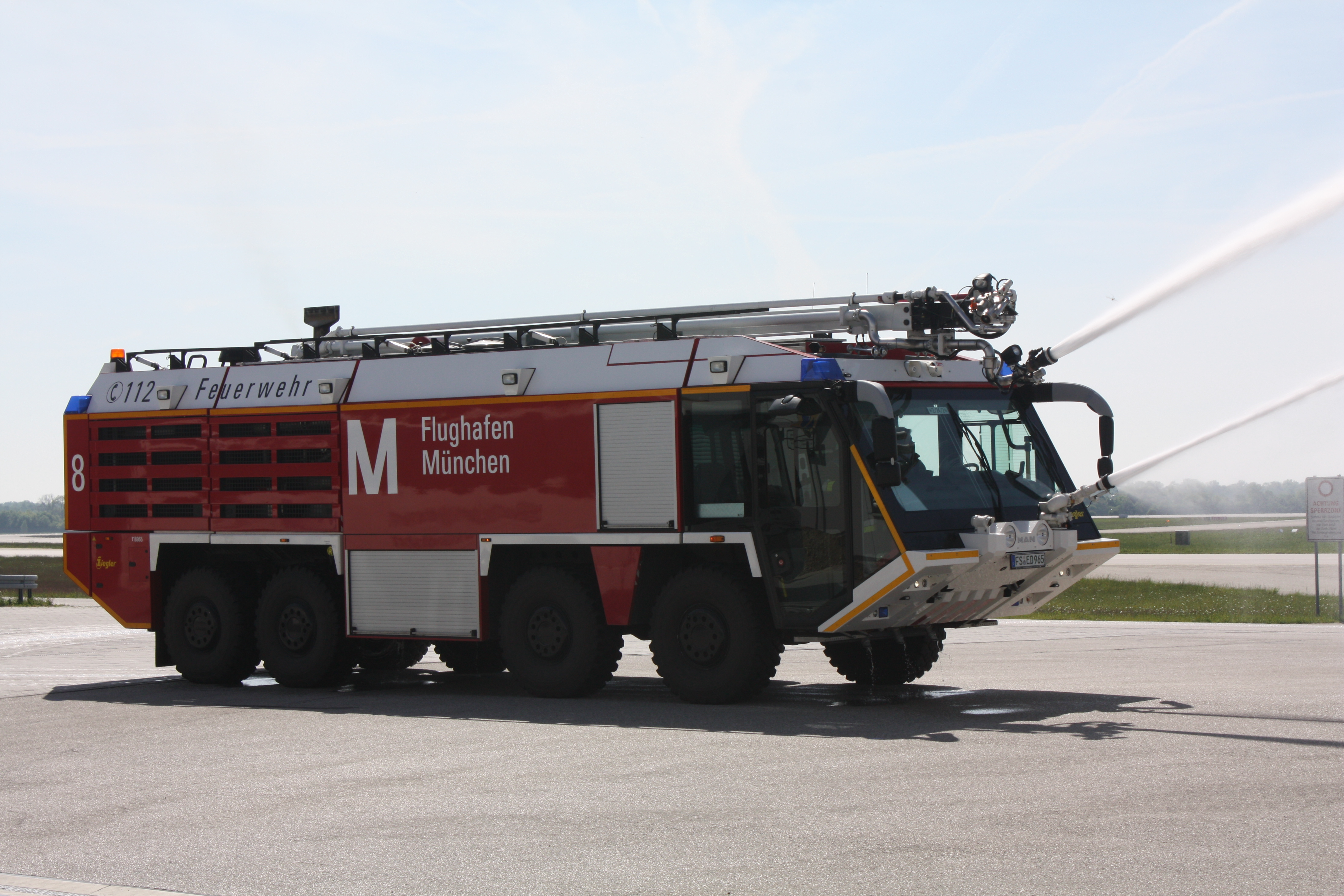
HRET in Ablageposition
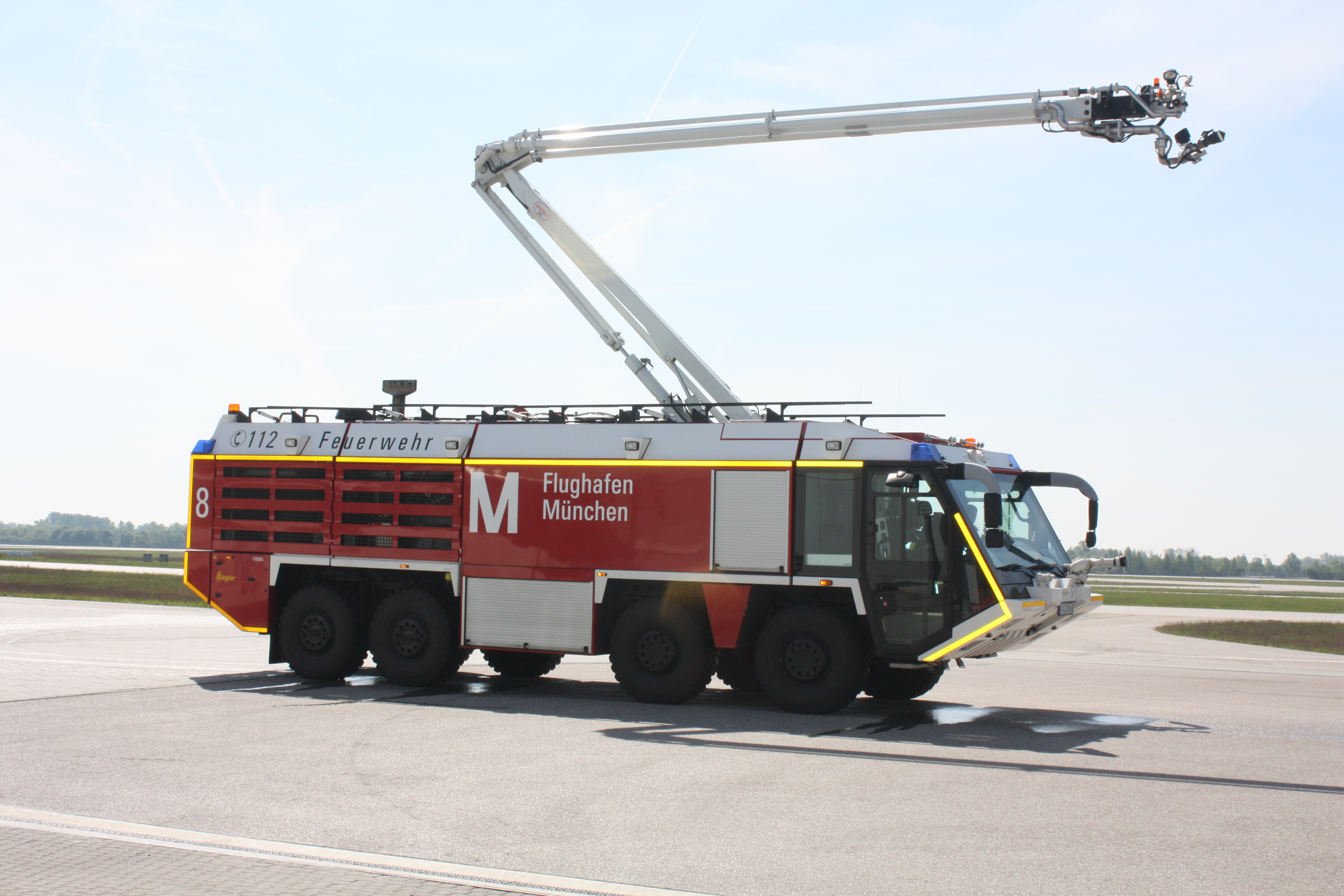
HRET in Angriffsposition
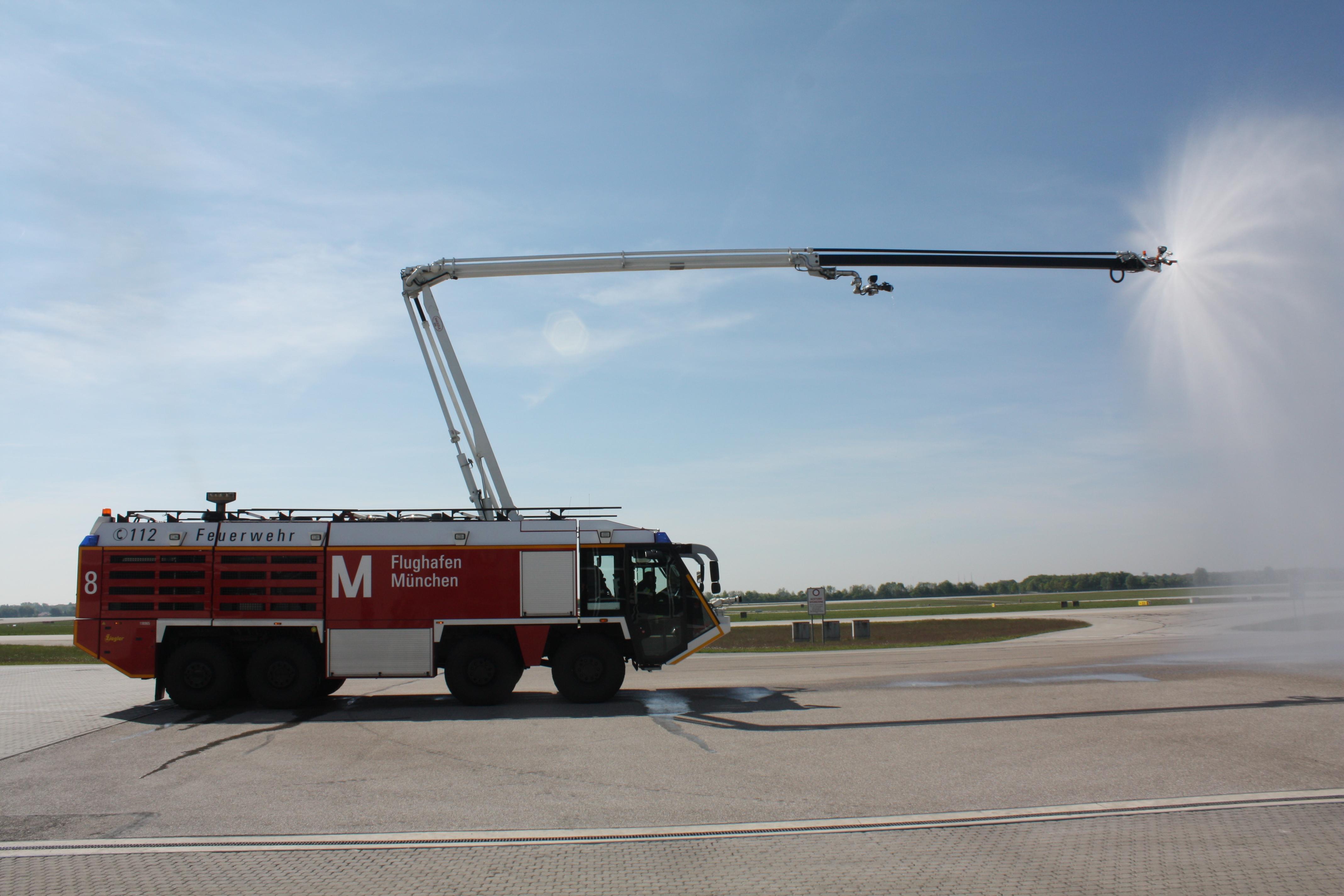
HRET in Angriffsposition und ausgefahrenem Arm

## Hersteller
Jeder Hersteller hat seinen eigenen Namen für den Löscharm. Sämtliche Hersteller von großen Flugfeldlöschfahrzeugen haben ein HRET in ähnlicher Bauweise im Sortiment.

### Rosenbauer
Quelle
- Typ: Rosenbauer Stinger 54 mit Werfer RM 65
- Ausstoßmenge Werfer in Ablageposition: 6.000 l/min bei 10 bar, Pulver 15 kg/s
- Ausstoßmenge Werfer außerhalb der Ablageposition: 3.800 l/min
- Ausstoßmenge Piercing Tool: 1.000 l/min
- Einstichtiefe Piercing Tool: 520 mm
- Durchstoßgrenzen Piercing Tool: Aluminiumblech 4 mm, Stahlblech 2,5 mm, GFK 12 mm
- Wurfweite in Ablageposition: 90 m
- Wurfweite außerhalb der Ablageposition: 85 m
- Drehbereich für Flugfeldlöschfahrzeuge: ±30°
- Drehbereich für Industrie-Löschfahrzeuge: 360°
- Drehbereich Werfer: ±90°
- Schwenkbereich Werfer: ±90°
- Schwenkbereich Piercing Tool: min.  ±45°
- Arbeitshöhe: 16,5 m (Optional 20 m)
- Ausladung: 11,4 m (Optional 13,8 m)

Ausgestattet ist der Teleskoparm mit einer Düse für Wasser, Schaum und Löschpulver, einer Löschlanze (auch Piercing Tool genannt), einer Farbkamera und/oder einer Wärmebildkamera.

### Oshkosh Corporation
Im Jahr 2012 wurde von der Crash Rescue Equipment Services Inc. der Löscharm „Snozzle“ inkl. aller Patente an die Oshkosh Corporation verkauft
Der Löscharm wird von verschiedenen Firmen verwendet, z. B. BAI, E-One, Oshkosh, Pierce. Es gibt ihn in den Höhen 50 ft (15,4 m) und 65 ft (20 m).
Einzelheiten am Beispiel des BAI Striker E 6x6.
Quelle
Ausstoßmenge Hauptwerfer 5.600 l/min
Wurfweite Hauptwerfer 85 m
Ausstoßmenge Nebenwerfer an der Spitze 1.900 l/min
Wurfweite Nebenwerfer an der Spitze 60 m
Arbeitshöhe 19,8 m
Ausladung 10 m

### Bronto-Skylift
Eingesetzt wird der Löscharm Model F 17 beim E-One Titan G 8x8 der Niederländischen Armee sowie auf dem Flughafen Schiphol.
Der nach vorne gerichtete Arm ist zweifach teleskopierbar und hat somit einen größeren Einsatzradius als die andere Hersteller.
Einzelheiten:
Arbeitshöhe 5 Varianten 17–53 m
Ausstoßmenge Wasser 4.000 oder 6.000 l/min
Ausstoßmenge Schaum 9 kg/s

### Colet
Es gibt anscheinend vier verschiedene BoomTurrets genannten Löscharme, wobei nur zwei dargestellt werden.
Typ: PowerFlow I, III kein Beschreibung
Typ: Powerflow II Turret
Der Hauptarm ist in der Mitte des Fahrzeugdachs befestigt und zweiteilig. Der zweite Teil ist fest um 10° nach unten geneigt und teleskopierbar.
Drehbereich Hauptarm 0°
Schwenkbereich Hauptarm ≈ +30°
Schwenkbereich Düse ≈ ±90°
Drehbereich Düse 360°
Arbeitshöhe 12,2 m
Typ: Powerflow L/R Gator Boom Turret
Der Hauptarm beim Colet SVD Jaguar K 15 (4x4) und Colet SVD Jaguar K 30 (6x6) ist in der Mitte des Dachs befestigt und reicht bis zum Ende der Dachscheibe. Arm teleskopierbar.
Beim Colet SVD Jaguar K 40 (8x6) ist der Hauptarm an den hinteren Ecken befestigt, der Druckzylinder ist in der Mitte des Dachs befestigt. Nicht teleskopierbar.
Der Hauptkarm ist zweigeteilt. Der erste Teil reicht bis zum Anfang der Dachscheibe. Der zweite Teil ist fest um 10° nach unten geneigt und reicht bis zur Frontscheibe.
Am Hauptarm ist bei beiden Varianten ein zweiter Arm befestigt. Er ist im Ruhezustand parallel zur Frontscheibe im 45°-Winkel nach unten gerichtet.
Somit kann er als Frontwerfer eingesetzt werden. Hierdran ist die Düse befestigt.
Drehbereich Hauptarm 0°
Schwenkbereich Hauptarm ≈ +30°
Drehbereich Zweitarm 0°
Schwenkbereich Zweitarm ≈ +80°
Schwenkbereich Düse ≈ ±90°
Drehbereich Düse 360°
Arbeitshöhe 44 ft (13,4 m)
Gewicht 1.000 pounds (453,4 kg)
Ausstoßmenge 1.000 gpm (3.785 lpm)
Alle Grad-Zahlen sind Schätzwerte aus Bildern und Videos.

### Ziegler
Seit 2015 bietet Ziegler seine eigenen neukonstruierten Löscharm, genannt Z-Attack an, der einfach teleskopierbar ist. An beiden Seiten des Hauptauslegers können Kameras oder Scheinwerfer montiert werden. Am Teleskoparm können eine Düse, eine Löschlanze (auch Piercing Tool genannt), Kameras und/oder Scheinwerfer montiert werden.
Der Z-Attack wird bei folgenden Fahrzeugen als Alternative zum Dachmonitor angeboten: Ziegler Z6, Ziegler Z8. (Hauptarktikel: Ziegler Z)
- Gesamthöhe 17 / 20 m
- Ausladung 12 / 14 m
- Ausstoßvolumen:  max. 6.000 l/min (Z6), max. 8.000 l/min (Z8, 4. Generation)
- Abgabe von Pulver oder CAFS optional möglich
- Erreichen der gewünschten Angriffsposition in ca. 6 Sekunden.

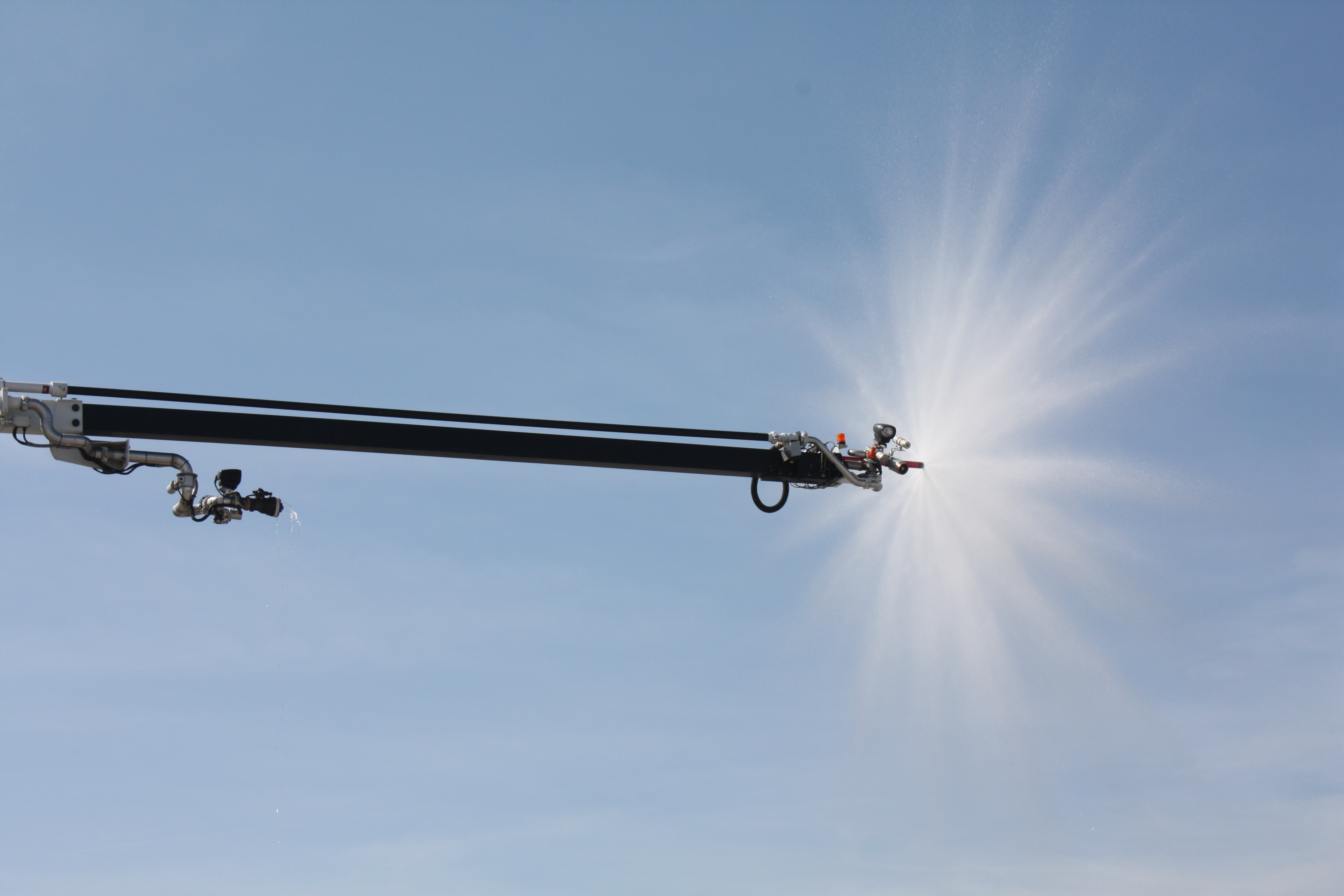
Detail: Hauptwerfer (links) und Nebenwerfer (rechts)

Vor 2015 bot Ziegler als Alternative zum Dachmonitor den Löscharm Snozzle an. Dann jedoch wurde das Patent an die Oskosh-Cooperation verkauft. Seitdem bietet Ziegler den selbstentwickelten Z-Attack als Alternative an.
Typ: Ziegler-Snozzle-CE50
Drehbereich:  ±30°
Typ: Lösch-Teleskop-Gelenk-Arm (HRET) Snozzle 652
Einsatzhöhe von 20 m und einer Ausladung von 15 m.
Einsatzhöhe: 20 m, Löschmittel können bis zu 90 m weit ausgebracht werden.
Ausstoßmenge Hauptwerfer: 5.675 l/min bei 10 bar Wasser, 9 kg/s Pulver
Ausstoßmenge Nebenwerfer an der Spitze: 2.000 l/min bei 10 bar Wasser
Ausstoßmenge Piercing Unit: 1.000 l/min bei 10 bar Wasser
Ausgestattet ist der Teleskoparm mit einer Düse für Wasser, einer Löschlanze (auch Piercing Tool genannt) und einer Beleuchtung.
Den Ziegler Löscharm gibt es in mindestens zwei Varianten:
1. Hauptwerfer und Piercing Unit an der Spitze des Teleskoparms.[15]
2. Hauptwerfer am nicht Teleskopierbarem Armteil. Nebenwerfer und die Piercing Unit an der Spitze des Teleskoparms.[16]

### Magirus
Es ist nicht klar, ob es sich beim Spiker um eine Eigenentwicklung handelt. Mindestens ein SuperDragon x8 der zweiten Generation wurde für den Flughafen Posen-Ławica (Polen) mit einem Snozzle HRET ausgerüstet.